# 服部明世
服部 明世（はっとり あきよ、1940年 - 2014年）は、造園系の建設官僚。退官後は（財）都市緑化技術開発機構理事（現：都市緑化機構）・大阪芸術大学環境デザイン学科教授を歴任。

## 来歴
京都市出身、両親も京都府出身。洛星高等学校を経て、1964年東京大学農学部卒業。
1969年建設省入省。1984年建設省都市局公園緑地課建設専門官。
1985年4月から1988年1月まで、大津市助役に出向。
建設官僚として公園緑地行政のほか、1990年開催の国際花と緑の博覧会では都市局国際花と緑の博覧会推進室長に就任。1989年、「健康づくりに関する研究 環境と運動の及ぼす影響について」で造園関係者としては初の医学博士の学位を岐阜大学より取得。
1992年より住宅・都市整備公団理事、緑地部長を歴任。
建設大臣官房審議官を経て、退官。
1998年に大阪芸術大学教授に就任。研究テーマは、「芸術活動の心身におよぼす効果に関する研究」など。
『日本の都市公園 その整備の歴史』（「日本の都市公園」出版委員会、インタラクション、2005年）では編集主幹を務めた。
その他、都市緑化技術開発機構理事長、国際造園研究センター理事長を務めた。
2005年、第17回日本公園緑地協会北村賞を受賞。
2010年に、瑞宝小綬章受章。